# Maximilian A. Müller
Maximilian André Müller (* um 1984) ist ein deutscher Wirtschaftswissenschaftler und Professor an der Universität zu Köln.

## Werdegang
Nach dem Abitur 2003 an der Gelehrtenschule des Johanneums in Hamburg und dem Wehrdienst beim Gebirgsjägerbataillon 232 Bischofswiesen-Strub studierte Müller an der Universität Mannheim und schloss dort 2008 als Diplom-Kaufmann ab. Im Anschluss wurde er wissenschaftlicher Mitarbeiter bei Thorsten Sellhorn an der WHU – Otto Beisheim School of Management in Vallendar und promovierte dort 2011 summa cum laude zum Dr. rer. pol. Während seiner Promotion forschte er als Marie Curie Stipendiat an der Universität Tilburg.
2012 wurde Müller Juniorprofessor für Financial Reporting an der WHU – Otto Beisheim School of Management. Von 2015 bis 2016 forschte er als Visiting Scholar an der University of Chicago Booth School of Business und war Post-Doc Stipendiat des Deutschen Akademischen Austauschdienstes. Von 2016 bis 2019 war er Inhaber des Lehrstuhls für Financial Reporting an der WHU und von 2020 bis 2022 Associate Professor für Accounting an der ESMT Berlin. Seit 2022 ist er Professor an der Wirtschafts- und Sozialwissenschaftlichen Fakultät der Universität zu Köln und wirkt als Inhaber der Professur für Financial Accounting am auf das auf Eugen Schmalenbach zurückgehende Treuhandseminar. Zusätzlich fungiert er seit 2018 als Academic Advisor bei Othoz, einem quantitativen Asset Management Unternehmen.

## Forschungsschwerpunkte
Maximilian A. Müller forscht insbesondere zur Offenlegung von Finanzinformationen an Kapitalmärkten und Themen der internationalen Rechnungslegung sowie zur Unternehmensbesteuerung.

## Auszeichnungen
- 2009–2010: Marie Curie Stipendium der Europäischen Kommission[3]
- 2012, 2013, 2016, 2019: Best Teacher Awards der WHU – Otto Beisheim School of Management[8][3]
- 2012: Koblenzer Hochschulpreis[9]
- 2013: Dissertationspreis der Esche Schümann Commichau Stiftung[10]
- 2015–2016: Post-Doc Stipendium des Deutschen Akademischen Austauschdienstes (DAAD)[3]
- 2016–2017: Forschungsförderung des Leverhulme Trust[3]

## Publikationen (Auswahl)
- M. Jacob, R. Michaely, M. Müller: Consumption taxes and corporate investment. In: The Review of Financial Studies. Band 32, Nr. 8, 2019, S. 3144–3180.
- M. Breuer, K. Hombach, M. Müller: How does financial reporting regulation affect firms’ banking? In: The Review of Financial Studies. Band 31, Nr. 4, 2018, S. 1265–1297.
- I. Bethmann, M. Jacob, M. Müller: Tax loss carrybacks: Investment stimulus versus misallocation. In: The Accounting Review. Band 93, Nr. 4, 2018, S. 101–125.
- M. Müller, E. Riedl, T. Sellhorn: Recognition versus disclosure of fair values. In: The Accounting Review. Band 90, Nr. 6, 2015, S. 2411–2447.